# 気象制御

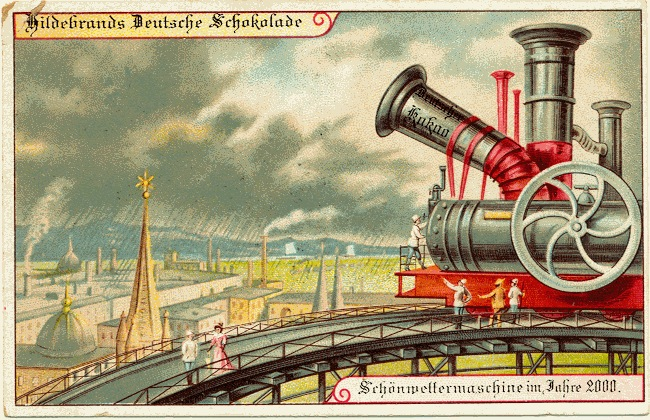
2000年の世界を描いた未来予想図に登場する気候制御装置 (1900年) 。

気象制御（きしょうせいぎょ、英語：weather control、weather modification）とは気象を人工的に操作したり制御したりすることである。気象改変、気象調節、気象コントロール、天候制御とも言う。

## 目的
気象制御の具体的な目的は、少雨の地域に雨を降らせたり(人工降雨を参照)、熱帯低気圧を弱めたりその進路を変えたりすることで、大雨や高温や低温、突風などの被害を与える又は与える可能性のある気象現象を軽減することにある。
気象現象を増強させる軍事利用（気象兵器）については1977年5月18日にジュネーヴで行われた軍縮NGOの「環境制御会議(Environmental Modification Convention)」で環境改変兵器禁止条約(環境改変技術の軍事的使用その他の敵対的使用の禁止に関する条約；Convention on the Prohibition of Military or Any Other Hostile Use of Environmental Modification Techniques。略称はENMOD)が採択され、制限された。

## 歴史
北京オリンピック
過去には北京オリンピックで人工消雨のためにヨウ化銀を使って雨を降らせ、開会式の際に晴れになるようにした事例がある。

## 方法
凝結核の散布
ヨウ化銀やドライアイスなどの凝結核となる物質を空中散布するもの。航空機などで空から散布するものはクラウドシーディング（雲の種まき）と呼ばれる。ロケットによって散布するもの、地上で直接散布するものもある。
吸湿性粒子の散布
吸湿性の高い粒子を空中に散布するもの。
振動
過冷却の水滴を衝撃波や音波で振動させて凝結のきっかけを作るもの。
降雹の制御
ソニックブームを利用して、雹の成長を抑制したり溶解させたりするもの。
霧の消散
液体炭酸、液体プロパン、ドライアイスなどで霧を消滅させるもの。霧の粒子を落下させるものや蒸発させるものなどがある。

## 実例と研究

### 個々の例
- 人工降雨
- 人工降雪

### 国際的研究
- 気象改変に関する科学会議(WMO, IAMAS)

## 気象制御を扱った作品
- ディストラクション(Das Arche Noah Prinzip) - 映画、ドイツ、1984年
- スーパーストーム(Superstorm) - 映画、イギリス、2007年
- en:The Strange Case of Wilhelm Reich-映画、2012年

- 恐怖の存在(State Of Fear) - 小説、アメリカ、2004年
- ルパン三世 愛のダ・カーポ〜FUJIKO'S Unlucky Days〜 - アニメ、日本、1999年
- 荒巻義雄の要塞シリーズ・艦隊シリーズなど
- ドラえもん てんとう虫コミックス12巻第10話『天気決定表』 - 漫画、日本、1976年
- ストームライダー - かつて東京ディズニーシーにあったアトラクション
- 天気の子 - 映画、日本、2019年